# 班德拉 (德克薩斯州)
班德拉（英語：Bandera）是一個位於美國德克薩斯州班德拉縣的城市。根據2010年美國人口普查，該地共人口857人，而該地的面積約為3.10平方千米。同時該地也是班德拉縣的縣治。

## 地理
班德拉的座標為29°43′30″N 99°04′20″W / 29.72500°N 99.07222°W，而該地的平均海拔高度為379米（即1243英尺）。